# José Tatico
José Fuscaldi Cesilio, mais conhecido como José tatico (Teixeiras, 28 de setembro de 1940) é um comerciário, fazendeiro e político brasileiro. Foi deputado federal entre 2003 a 2011, inicialmente pelo Distrito Federal e depois por Goiás. Anteriormente, integrou a Câmara Legislativa de 1999 a 2003, em sua terceira legislatura.

## Biografia
Mineiro, Tatico adotou o sobrenome do sogro, Francisco Tatico, quando se casou com sua filha, Efigênia Pereira, em 1961. O casal teve nove filhos, incluindo Ênio Tatico, deputado federal por Goiás de 2003 a 2007. Em Minas Gerais, trabalhou no comércio de grãos e foi vereador de sua cidade natal entre 1965 a 1970. Deixou Teixeiras quando perdeu a eleição para a prefeitura do município e se mudou inicialmente para Belo Horizonte e, em seguida, para Brasília.
Na capital federal, Tatico estabeleceu uma loja e, mais tarde, criou filiais no estado vizinho de Goiás. Em 1998, ingressou na política, sendo eleito para uma vaga na Câmara Legislativa do Distrito Federal pelo Partido Social Cristão (PSC). Com 16.638 votos, ou 1,65% dos votos válidos, foi o quarto candidato mais votado para o cargo naquela eleição.
Tatico migrou para o Partido Social Democrático (PSD) e pela legenda foi eleito deputado federal em 2002, com 29.997 votos, correspondentes a 2,45% dos votos válidos. Em 2006, foi reeleito para a Câmara dos Deputados pelo estado de Goiás, com 84.633 votos, ou 2,97%. Naquele pleito estava filiado ao Partido Trabalhista Brasileiro (PTB).
Nas eleições de 2006, Tatico declarou à Justiça Eleitoral possuir um patrimônio de R$ 17,8 milhões, constituído por 25 mil cabeças de bovino e duas fazendas com cerca de 600 hectares cada.
Em 2008, Tatico teve seu mandato de deputado federal cassado pelo Tribunal Regional Eleitoral de Goiás (TRE-DF), que concluiu que havia realizado caixa dois. Manteve-se no cargo por força de liminar concedida pelo ministro Eros Grau, do Tribunal Superior Eleitoral (TSE).
Em 2010, Tatico foi condenado, por unanimidade, a sete anos de prisão pelo Supremo Tribunal Federal (STF) por apropriação indébita previdenciária e sonegação de contribuição previdenciária. Foi o primeiro parlamentar condenado pelo STF a uma pena que o levaria para a cadeia. Após apresentar recursos, a pena prescreveu.
Tatico concorreu à reeleição ao parlamento brasileiro em 2010. No entanto, desta vez, disputou a eleição por seu estado natal, Minas Gerais. Sua candidatura foi impugnada, com base na Lei da Ficha Limpa, mas ainda assim pôde receber votos. Enquanto deputado por Goiás, destinou recursos, através das emendas parlamentares, para Minas. Com apenas 481 votos, não foi eleito.
Em 2020, Tatico filiou-se ao Democratas, mas descartou qualquer nova candidatura a um cargo público eletivo.